# هولي ماي
هولي ماي (بالإنجليزية: Holly Mai)‏ هي ممثلة بريطانية، ولدت في 23 ديسمبر 1991.